# پروژه فالکون
پروژه فالکون نام نخستین پروژه کابل زیردریایی در خلیج فارس می‌باشد که کشور ایران را مستقیماً و بی‌واسطه به شبکه‌های کابلی جهانی متصل می‌کند. شبکه‌ فالکون با عبور از دریای عمان و اتصال به کابل فلگ، بخشی از شبکه‌ی کابلی جهانی محسوب می‌شود که حدود 12 هزار کیلومتر طول دارد و از 13 کشور و 19 نقطه اتصال بین‌الملل عبور می‌کند.  
کشورهایی که از طریق شبکه فالکون متصل می‌‌شوند عبارتند از ایران، کویت، عربستان سعودی، بحرین، قطر، امارات متحده عربی، عمان،  یمن، سودان، مصر، هند، سریلانکا و مالدیو می‌باشد. مراسم افتتاح رسمی این پروژه توسط شرکت ارتباطات زیرساخت در زمان 8 بهمن‌ماه 87 صورت پذیرفت. پروژه‌ای که شرکت ارتباطات زیرساخت به منظور تأمین شبکه ارتباطی بین‌المللی خود توافقنامه و قرارداد 100 میلیارد تومانی را به امضا رساند که بر اساس قرارداد، 15 سال ارتباطات بین‌المللی ایران، از طریق شبکه‌ی فلگ، با تمام نقاط جهان برقرار می‌شود.
همچنین شرکت ارتباطات زیرساخت، 56 لینک STM1 را برای 15 سال از شرکت فلگ، پیش خرید کرده‌است.
با توجه به end-to-end بودن سرویس‌ها در پروژه‌ فلگ‌ و عدم پرداخت هزینه‌های اضافی تا نقاط انتهایی، هزینه‌ی دسترسی به اینترنت در ایران کاهش می‌یابد.ایران دهمین کشور در منطقه است که از مزایای برقراری ارتباط از طریق فالکون استفاده می‌کند. از طرفی می‌تواند 2/5 میلیون ارتباط تلفنی را به‌صورت همزمان امکانپذیر کند. ظرفیت Multi terabit شبکه فالکون نیازهای 25 سال آتی ایران را تأمین می‌کند. 